# Floreni
Floreni è un comune della Moldavia situato nel distretto di Anenii Noi di 3.713 abitanti al censimento del 2004